# ÉGHYMESe
Az éGHYMESe a Ghymes együttes tizedik nagylemeze, amely a Rock Hard Records kiadásában jelent meg Magyarországon 2004-ben. 2005-ben az év hazai world music albuma lett a Fonogram-díjkiosztón.

## Kiadásai
- 2004 CD, MC

## Dalok
1. Tűz, víz (Szarka Tamás – Szarka Gyula) – 4:34
2. Bolond (Szarka Tamás – Szarka Gyula) – 4:14
3. Parasztínek (Szarka Gyula) – 4:13
4. Pléhkirály (Szarka Tamás – Szarka Gyula) – 4:34
5. Kalapács (Szarka Tamás – Szarka Gyula) – 4:40
6. Daráló (Szarka Tamás – Szarka Gyula) – 8:30
7. Bárka (Szarka Gyula) – 5:02
8. Éneklő magyarok (Szarka Tamás – Szarka Gyula) – 3:06
9. Jaj, Vali barátom... (Szarka Gyula) – 4:32
10. Vér – szabadon (Szarka Tamás – Szarka Gyula) – 9:00
11. Érdem (Szarka Tamás – Szarka Gyula) – 4:38

## Az együttes tagjai
- Szarka Tamás –  ének, hegedű, akusztikus gitár, koboz, szintetizátor, vokál, tamburin
- Szarka Gyula – ének, vokál, akusztikus gitár, basszusgitár, nagybőgő

Közreműködött:
- Borbély Mihály – szoprán- alt- és tenorszaxofon, fujara, nevetés
- Buják Andor – töröksíp
- Farnbauer Péter – szintetizátor, elektromos gitár, basszusgitár
- Kiss Bernadett – ének
- Neumann Balázs – szintetizátor
- Tiba Sándor – dobosok

Hangmérnök:
- Farnbauer Péter

Hangszerelés:
- Szarka Tamás
- Szarka Gyula
- Farnbauer Péter

Digitális utómunka, mastering:
- Zsidei János

Zenei rendező:
- Ghymes